# Карлос Торрент
Карлос Торрент (ісп. Carlos Torrent, 29 серпня 1974) — іспанський велогонщик.
Бронзовий призер Олімпійських Ігор 2004 року в командній гонці переслідування.
Бронзовий призер Чемпіонату світу з трекових велоперегонів 2004 року в командній гонці переслідування.